# RTL Television
RTL (anterior numită RTL plus) este o televiziune germană distribuită prin cablu și satelit. Aparține companiei media RTL Group și este, raportat la cota de piață, cea mai mare televiziune privată din Germania. A fost lansat la 2 ianuarie 1984.
În afară de Germania, este transmis și în Turcia, Austria, Elveția, Luxemburg, Belgia, Olanda, Polonia, Ungaria, Republica Cehă, Slovacia, România, Croația și Italia.